# گاستون آرمان دو کایاوه
گاستون آرمان دو کایاوه (به فرانسوی: Gaston Arman de Caillavet) نمایش‌نامه نویس قرن نوزدهم میلادی اهل فرانسه است.